# RasGas
RasGas Company Limited è un'azienda produttrice di  gas naturale liquefatto (GNL) a Doha, in Qatar. Si tratta del secondo maggior produttore di GNL al mondo dopo Qatargas.

## Azienda
Creata dapprima nel 1993 come semplice azienda produttrice di GNL e prodotti correlati con due soli impianti – treni 1 e 2 – per una produzione di 3,3 tonnellate all'anno da ognuno di essi, in seguito
RasGas è divenuta una Società mista (joint venture company) del Qatar fondata nel 2001 da Qatar Petroleum con una partecipazione minoritaria di ExxonMobil con la seguente ripartizione delle quote:
il 70% per Qatar Petroleum ed il 30% per ExxonMobil.

L'azienda RasGas operante sui treni GNL venne fondata nel 2001, ed il suo attuale Amministratore delegato è Hamad Rashid Al Mohannadi
RasGas opera attraverso sette diversi impianti di produzione, usualmente chiamati treni GNL e situati in Ras Laffan Industrial City ed ha accordi di fornitura di GNL a lungo termine con vari clienti internazionali fra i quali la coreana Korea Gas Corporation, la francese EdF, l'italiana Edison S.p.A., la spagnola Endesa Generación.

## Impianti di produzione
La società che gestisce in totale ben sette treni GNL ha una capacità produttiva totale di 36,3 milioni di tonnellate di GNL all'anno. I vari treni sono raggruppati in diversi complessi, ognuno all'interno del rispettivo impianto di produzione che si distingue dagli altri per i numeri compresi nel nome.
I Treni 1 e 2 sono di proprietà di Ras Laffan (RL) ed hanno una capacità complessiva di 6,6 milioni di tonnellate di GNL all'anno. Ras Laffan (II) possiede i Treni 3, 4 e 5 con una capacità di produzione di 4,7 milioni di tonnellate di GNL all'anno ciascuno.

I Treni 6 e 7 sono di proprietà di Ras Laffan 3 (RL3). Il Treno 6 è entrato in servizio nel mese di ottobre 2009, venendo inaugurato proprio il 27 ottobre 2009;

Sua Eccellenza lo Sheikh Hamad bin Khalifa Al-Thani, Emiro del Qatar, era presente alla cerimonia.
 ll Treno 7 ha avviato la produzione in febbraio 2010.
  Entrambi i treni 6 e 7 producono 7,8 milioni tonnellate di GNL all'anno e sono fra i più grandi treni GNL al mondo.

RasGas gestisce anche degli impianti di elio e produce 9,2 tonnellate al giorno di elio liquido, che rappresenta approssimativamente il 10% della produzione mondiale di elio.